# Renegade (album van HammerFall)
Renegade is het derde studioalbum van de Zweedse band HammerFall, waarop drummer Anders Johansson bij de band geïntroduceerd werd.

## Geschiedenis
Het album verscheen op 9 oktober in 2000 onder het label Nuclear Blast. De medeoprichter van In Flames en tevens van HamerFall, gitarist Jesper Strömblad heeft, zoals hieronder te zien, meegeschreven aan verscheidene liedjes. Het album behaalde de eerste plaats in de Zweedse hitparade en verkreeg met meer dan veertigduizend verkochte exemplaren een gouden certificaat.

## Hitnoteringen[3]
| Land        | Hoogste positie |
| ----------- | --------------- |
| Zweden      | 1               |
| Duitsland   | 17              |
| Oostenrijk  | 43              |
| Zwitserland | 72              |
| Finland     | 34              |

## Lijst van nummers
| Nr. | Titel                                                | Schrijver(s)             | Duur |
| --- | ---------------------------------------------------- | ------------------------ | ---- |
| 1.  | Templars of Steel                                    | Dronjak, Cans            | 5:26 |
| 2.  | Keep the Flame Burning                               | Dronjak, Cans, Strömblad | 4:41 |
| 3.  | Renegade                                             | Dronjak, Cans, Strömblad | 4:23 |
| 4.  | Living in Victory                                    | Dronjak, Cans, Strömblad | 4:44 |
| 5.  | Always Will Be                                       | Dronjak                  | 4:51 |
| 6.  | The Way of the Warrior                               | Dronjak, Cans, Strömblad | 4:08 |
| 7.  | Destined for Glory                                   | Dronjak, Cans            | 5:11 |
| 8.  | The Champion                                         | Dronjak, Cans, Strömblad | 4:58 |
| 9.  | Raise the Hammer (instrumentaal)                     | Dronjak, Elmgren         | 3:24 |
| 10. | A Legend Reborn                                      | Dronjak, Cans            | 5:10 |
| 11. | Head Over Heels (Accept cover met Udo Dirkschneider) | Accept, Deaffy           | 4:30 |
| 12. | Breaking the Law (Judas Priest cover)                | Tipton, Downing, Halford | 2:14 |
| 13. | I Want Out (Helloween cover)                         | Hansen                   | 4:38 |
| 14. | Man on the Silver Mountain (Rainbow cover)           | Blackmore, Dio           | 3:26 |
| 15. | Always Will Be (akoestische versie)                  | Dronjak                  | 4:47 |
| 16. | Run with the Devil (Heavy Load cover)                | S. Wlashquist            | 3:35 |

## Bezetting
| Naam                                        | Functie                                 |
| ------------------------------------------- | --------------------------------------- |
| Joacim Cans                                 | leadzanger, achtergrondzanger           |
| Oscar Dronjak                               | gitarist, achtergrondzanger             |
| Stefan Elmgren                              | leadgitarist                            |
| Magnus Rosén                                | basgitarist                             |
| Anders Johanson                             | drummer                                 |
| Jamie Simmons, Paul Simmons, John Alexander | achtergrondzangers "Destined for Glory" |

## Trivia
- De Russische versie van het album heeft twee bonustracks: "Run with the Devil" (Heavy Load-cover) en "Head Over Heels" (cover van de band Accept)